# Козолике антилопе
Козолике антилопе или козе (лат. Caprinae) су потпородица породице говеда (лат. Bovidae). Потпородици козе припада велики број врста коза, козорога, оваца, серова, дивокоза, горала итд.

## Класификација
Потпородица Caprinae:
| - Племе - Род - Такин () - Род - Мошусно говече () | - Племе - Род - Берберска овца () - Род - Арабијски тар () - Род - Западнокавкаски тур () - Вијорога коза () - Дивља коза () - Домаћа коза () - Алпски козорог () - Нубијски козорог () - Иберијски козорог () - Сибирски козорог () - Етиопски козорог () - Род - Хималајски тар () - Род - Аргали () - Домаћа овца () - Амерички муфлон () - Долова овца () - Муфлон ( група) - Уриал ( група) - Снежна овца () - Род - Нилгиријски тар () - Род - Барал () - Патуљасти барал () | - Племе - Род - Јапански серов () - Обични серов () - Тајвански серов () - Кинески серов () - Црвени серов () - Хималајски серов () - Род - Црвени горал () - Кинески горал () - Хималајски горал () - Дугорепи горал () - Род - Планинска коза () - Род - Апенинска дивокоза () - Дивокоза () |